# Alqueidão (Figueira da Foz)

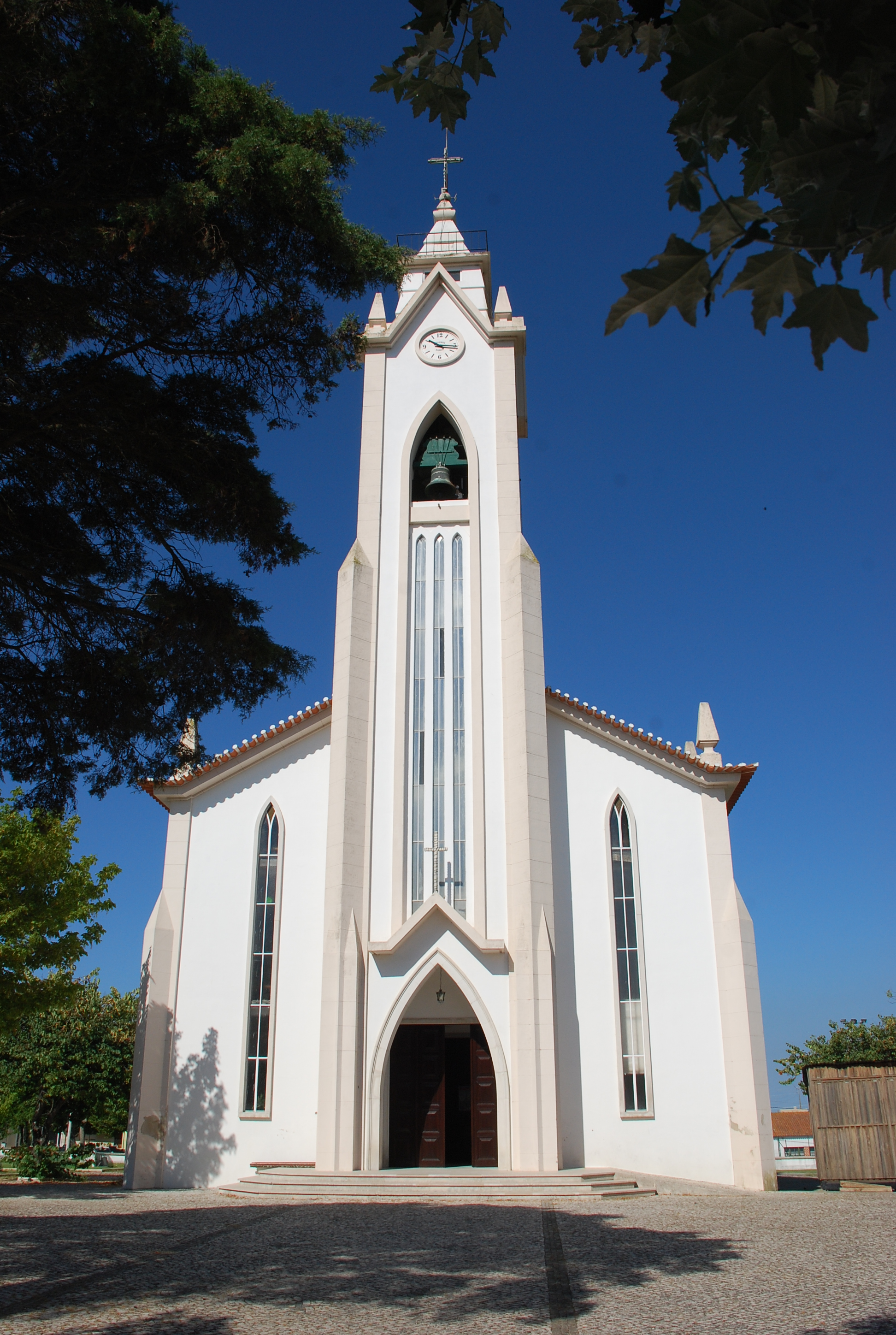
Die Gemeindekirche Nossa Senhora da Saúde

Alqueidão ist eine Gemeinde (Freguesia) in Portugal und gehört zum Kreis (Concelho) von Figueira da Foz.

## Geografie
15 km südöstlich von der Stadt Figueira da Foz entfernt, ist das Gebiet durch das Marschland südlich des vorbeiziehenden Mondegos und seiner zahlreichen, durch die Gemeindegebiete fließenden Wasserläufe gekennzeichnet. Weite landwirtschaftliche Nutzflächen und Waldstücke wechseln sich hier ab.

## Geschichte
Eine Römerbrücke über den Rio Pranto zeugt von der römischen Präsenz im Gebiet. Umkämpft in Zeiten der Reconquista, geht sein Name vermutlich auf die arabische Bezeichnung für ‚Durchgang‘ (alquidam) zurück. Zum Kloster Seiça gehörend, waren es dessen Mönche, die im heutigen Gemeindegebiet große Landstriche trockenlegten, und den Getreideanbau ermöglichten.

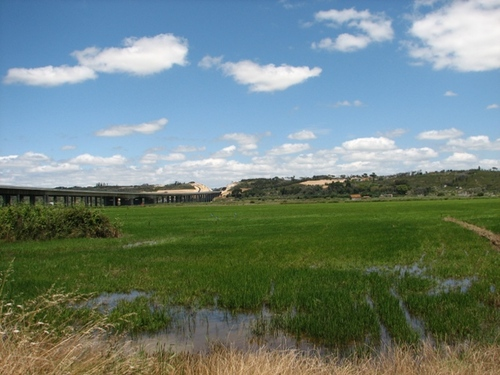
Reisfelder unterhalb der A17

1928 wurde die Gemeinde nach langem Bemühen seiner Bewohner eigenständig, nachdem sie zuvor zu Paião gehörte.

## Kultur, Sport und Sehenswürdigkeiten

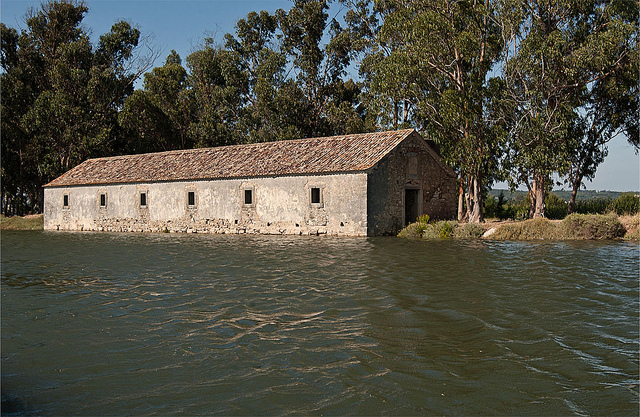
Die Gezeiten-Wassermühle Moinho das Doze Pedras

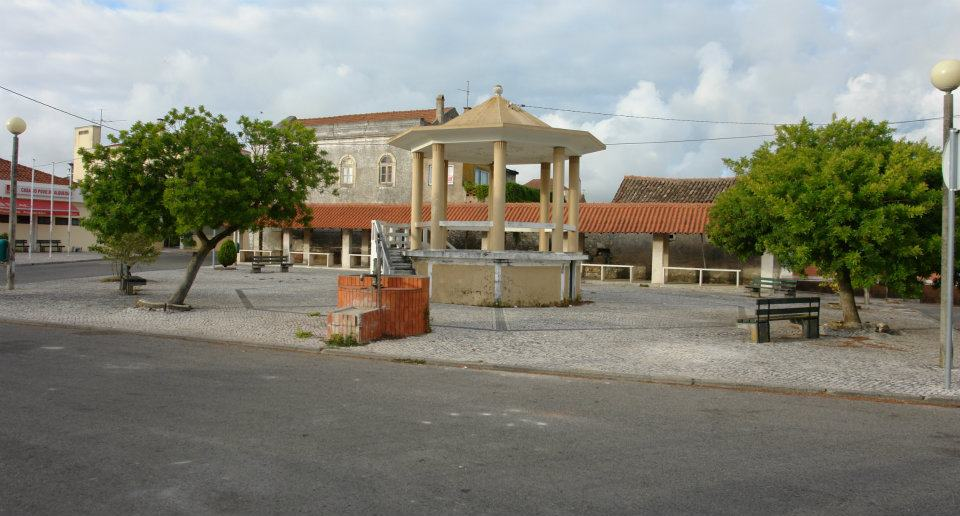
Der zentrale Platz Largo Capitão Argel de Melo

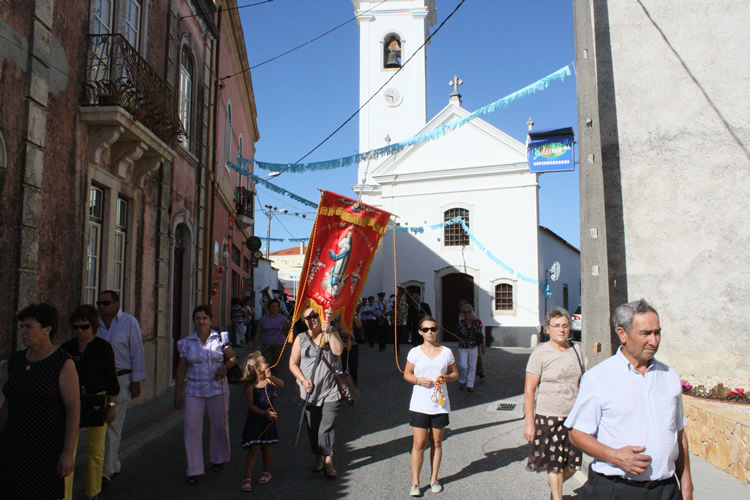
Prozession zum Gemeindefest, vor der Capela da Nossa Senhora da Saúde

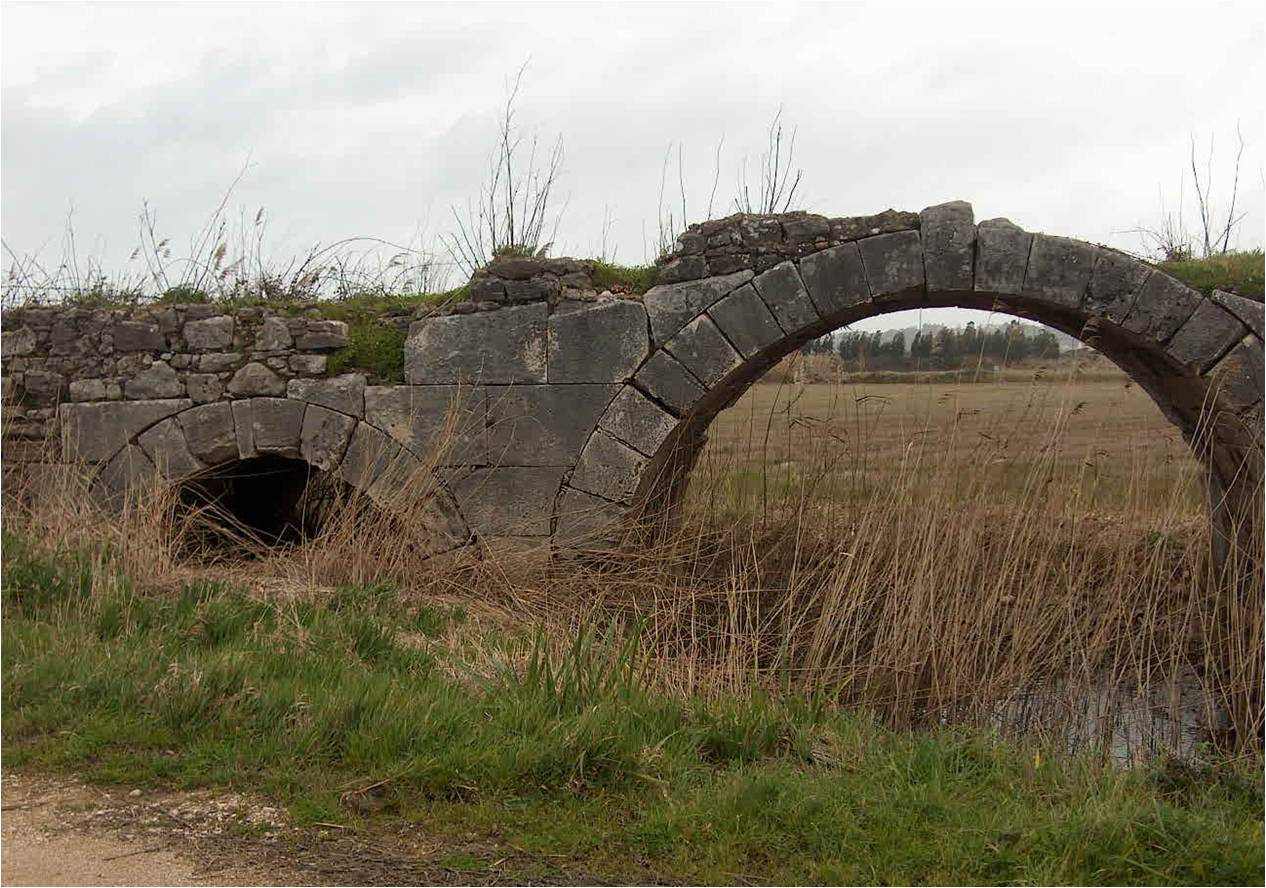
Römerbrücke über den Rio Pranto

Die im Grenzgebiet zur Gemeinde Samuel liegenden Thermalbäder Amieira, Azenha und Bicanho waren seit Ende des 19. Jahrhunderts bis Mitte des 20. Jahrhunderts ein bedeutender Wirtschaftsfaktor, sind dann aber aufgegeben worden und teilweise verfallen. Inzwischen gibt es teils öffentliche, teils private Initiativen, sie wieder zu beleben.
An jedem Monats-Siebten findet seit 1843 auf dem zentralen Platz Largo Capitão Argel de Melo ein lokal bedeutender Markt statt.
Die 1778 erbaute Wassermühle Moinho das Marés (dt.: Gezeitenmühle), auch Moinho das Doze Pedras (dt.: Mühle der zwölf Steine) genannt, gilt mit ihren zwölf Mühlsteinen als einzigartig auf der iberischen Halbinsel. Sie wurde 1986 erstmals restauriert und steht seit 1990 unter Denkmalschutz. Sie steht auf dem Gebiet der Quinta do Canal (dt.: Landgut des Kanals), das ebenfalls unter Denkmalschutz steht. Zwischen dem 16. und 19. Jahrhundert gehörte das Gut zur Hälfte zum Kloster Seiça, bis 1834, als nach den Miguelistenkriegen die Kirchengüter an den Staat fielen. Zur anderen Hälfte gehörte das Gut bis 1759 den Jesuiten, bis es Sebastião José de Carvalho e Melo, der unter seinem ab 1769 geführten Adelstitel „Marquês de Pombal“ bekannt wurde, auf Geheiß seines Königs seinem verdienten Berater José de Seabra da Silva überschrieb. Dieser errichtete u. a. Weinlager, Ölmühle und Getreidespeicher, und bewirtschaftete das Gut. 1898 wurde es an den Privatmann José Gonçalves Santiago verkauft, dessen Familie bis heute Besitzer ist. Seine weitläufigen Landschaften laden zu Spaziergängen ein.
1965 erbaut wurde die Gemeindekirche Igreja Paroquial de Nossa Senhora da Saúde (dt.: Gemeindekirche unserer lieben Frau der Gesundheit) und der Marienverehrung gewidmet. Die Kapelle Capela de Nossa Senhora da Saúde wird indes vom Volksmund Igreja Velha (dt.: Alte Kirche) genannt und birgt eine Darstellung der Maria in Holz, und Darstellungen historischer Äbte. Auch eine alte Krippe findet sich in ihr. Die Marienfigur indes ist eine Kopie, deren Original in die Gemeindekirche gebracht wurde.
Der 1927 gegründete Musikverein Sociedade Musical Recreativa de Alqueidão mit seinem Orchester, die Filarmónica do Alqueidão, ist ein bedeutender kultureller Motor der Gemeinde, ebenso der Kulturverein Associação Cultural do Alqueidão, dessen Volkstanz-Gruppe Rancho Típico do Alqueidão landesweit und international auftrat.

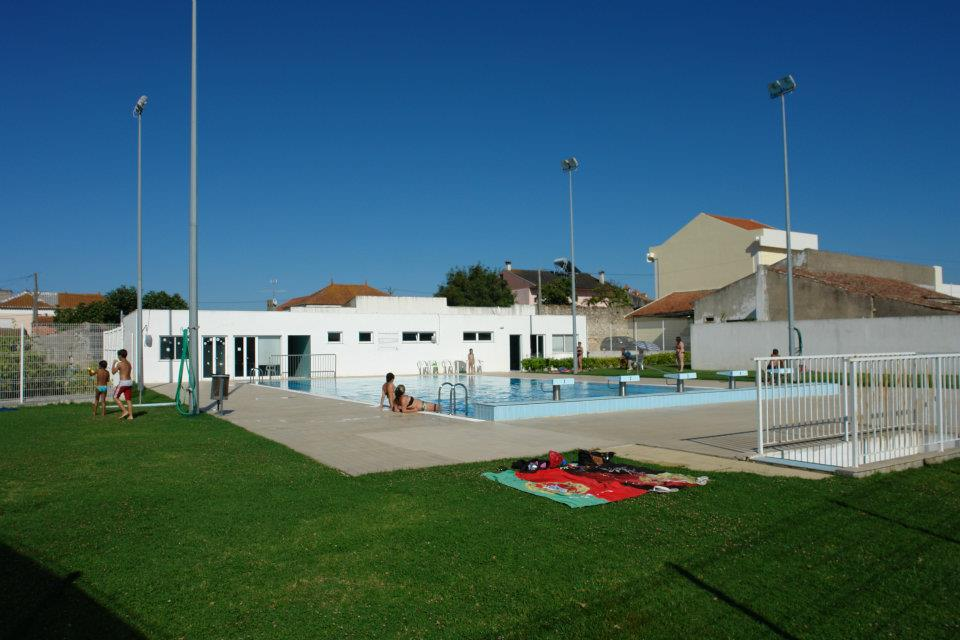
Die Piscina do Alqueidão

Seit seiner Eröffnung durch den damaligen Kreis-Bürgermeister Pedro Santana Lopes 2001 verfügt die Gemeinde über ein Freibad, die Piscina do Alqueidão.
Die Casa do Povo ist nicht zuletzt durch ihre Fußball- und Futsal-Mannschaften von Bedeutung für das Gemeindeleben.

## Verwaltung
Alqueidão ist Sitz einer gleichnamigen Gemeinde (Freguesia) im Kreis (Concelho) von Figueira da Foz, im Distrikt Coimbra. Am 19. April 2021 hatte die Gemeinde 1485 Einwohner auf einer Fläche von 19,7 km².
Folgende Orte liegen in der Gemeinde Alqueidão:
| - Alqueidão - Amieira - Asseiçó - Barroqueira - Barra | - Casal Verde - Calvete - Negrote - Pipelo - Portela |

## Verkehr
Mit dem Beschluss der CP aus 2012, die Linha do Oeste nur noch für den Güterverkehr zu nutzen, verliert die Gemeinde einen eigenen Anschluss an die Eisenbahn, mit den Haltepunkten Amieira und Bicanho.
Die Gemeinde liegt an der A17, zwischen den Autobahnabfahrten von Marinha das Ondas und Maiorca.

## Wirtschaft
Die Landwirtschaft ist weiterhin ein bedeutender Faktor, vor allem der Anbau von Getreide (neben Mais, Hafer und Weizen vor allem Reis). Seit Ende des 19. Jahrhunderts erlebte die Gemeinde eine Auswanderungswelle nach Brasilien und die damaligen Portugiesischen Kolonien, und seit den 1960er Jahren eine weitere Welle der Auswanderung nach Mitteleuropa. Heute finden die Bewohner der Gemeinde vor allem in den Betrieben der urbanen Gemeinden des Kreises Figueira da Foz Beschäftigung, neben einigen lokalen sozialen Einrichtungen und kleineren Betrieben (Handel, Gastronomie).